# Центральный банк Республики Косово
Центральный банк Республики Косово (алб. Banka Qëndrore e Republikës së Kosovës) был учрежден в июне 2008 года, в год когда Республика Косово провозгласила свою независимость от Сербии, согласно закону о центральном банке № 03 / L-074. До этого на территории Косова и Метохии действовало Центральное банковское управление Косова (алб. Autoriteti Qendror Bankar i Kosovës). Официальной валютой в банка является евро — это решение было принято в 2002 году в одностороннем порядке, поскольку Республика Косово официально не является членом Еврозоны. Штаб-квартира центрального банка расположена в столице частично признанной Республики Косово, Приштине.

## Функции и цели
Цели существования Центрального банка Республики Косово (ЦБРК) перечислены в соответствующем разделе седьмой статьи Закона № 03 / L-209. Они включают: основную задачу — содействие и поддержание стабильной финансовой системы страны, включая безопасную, надежную и эффективную платежную систему; дополнительную цель — содействие достижению и поддержанию внутренней стабильности цен в Республике Косово.
«Без ущерба для достижения» данных двух целей Центральный банк обязан по закону поддерживать общую экономическую политику правительства. При этом, он действует в соответствии с принципами открытой рыночной экономики, включая свободу конкуренции, которая «способствует эффективному распределению ресурсов».

## Правовая основа

### Закон о Центральном банке
Закон № 03 / L-074 о Центральном банке Республики Косово гласит, что ЦБК является полноценной юридической организацией, которая имеет возможность «заключать контракты, возбуждать судебные разбирательства и сама подлежит такому разбирательству»; кроме того, банк имеет право «приобретать, администрировать, удерживать и распоряжаться движимым и недвижимым имуществом». Его капитал состоит из утвержденного бюджета — в размере тридцати миллионов евро — который контролируется государством и может использоваться только в законных целях. Центральный банк является административным органом, который функционирует независимо и «под полной автономией своих ведущих руководящих органов»; он обязан отчитываться только перед Ассамблеей Республики Косово.

## Задачи
Основными задачами Центрального банка, как указано в 8-й статье закона № 03 / L-074, являются поддержание стабильной финансовой системы; регулирование финансовых учреждений в соответствии с действующим законом; содействие созданию безопасной платежной системы; поддержание надлежащего предложения банкнот и монет внутри страны; хранение и управление международными резервами; сбор и составление статистических данных; работа над достижением ценовой стабильности; информирование правительства о своей деятельности и выполнение функций экономического и финансового консультанта («банкира для правительства») и так далее.

### Операции
Центральный банк Республики Косово имеет право на открытие счетов: он имеет возможность открывать и вести счета денежных средств и ценных бумаг в национальных и международных финансовых учреждениях, а также — в правительственных и других организаций, если это необходимо. Центральный банк имеет возможность работать на финансовых рынках, с использованием рыночных инструментов, а также — проводить кредитные операции как с банками, так и с отдельными предприятиями. Банк имеет право требовать от банков наличия минимальных резервов на депозитных счетах в самом Центральном банке.

### Управление международными резервами
В соответствии с 15-й статьей закона № 03 / L-074, Центральный банк Республики Косово имеет одной из своих функций проведение операций с международными резервами — и управление такими резервами — в соответствии с «лучшей международной практикой» и с учетом целей существования организации. Центральный банк может держать в своем портфеле международных резервов любые (или все) из следующих активов: золото и другие драгоценные металлы; банкноты и монеты, выраженные в свободно конвертируемой валюте; кредитные остатки и межбанковские депозиты; свободно обращающиеся долговые ценные бумаги; специальные права заимствования (SDR), хранящиеся на счете Косова в Международном валютном фонде; резервная позиция Косова в Международном валютном фонде и других аналогичных международных финансовых организациях; а также — любые другие «легко реализуемые» финансовые активы, деноминированные в свободно конвертируемых валютах.

### Валюта
Валютой или единицей учета, которая используется Центральным банком и национальными рынками в качестве средства обмена, является евро. Центральный банк единолично контролирует выпуск банкнот и монет, при этом ни одно другое учреждение не имеет такого права. Кроме того, он управляет обменом банкнот и монет евро, а также заменой банкнот или монет, которые видимо повреждены более чем на 40 % (40 %) их поверхности.

### Лицензирование банков
Центральный банк отвечает за лицензирование банков в Республики Косово.

### Статистика и информация
Центральный банк может получать, собирать и публиковать информацию, связанную с его деятельностью. Он контролирует поток информации, представленный общественности и средствам массовой информации; он также сотрудничает с правительством в публикации статистических данных и другой информации о деятельности, «касающейся всех участвующих сторон»